# Streef- en interventiewaarden
Streef- en interventiewaarden zijn referentiewaarden voor milieukundig bodemonderzoek en bodemsanering.

## Streef- en interventiewaarden voor Nederland
De streef- en interventiewaarden zijn vervangen door nieuw bodembeleid.
In Nederland heeft de overheid de volgende criteria gedefinieerd:
Een geval van bodemverontreiniging, ontstaan vóór 1987, is "ernstig" als >25 m3 grond of >100 m3 grondwater is verontreinigd boven de interventiewaarde. Voor gevallen ontstaan na 1987 geldt geen "ernst" of "urgentie", hiervoor geldt de "zorgplicht" uit de Wet bodembescherming.
De referentiewaarden voor grond worden aangepast voor de gehalten aan organische stof (humus) en lutum (fractie < 2 µm). De waarden in de tabel zijn berekend voor een "standaardbodem" met 10% organische stof en 25% lutum.
De referentiewaarden voor grondwater zijn mede afhankelijk van de diepte waarop het grondwatermonster is genomen. De genoemde waarden zijn voor ondiep grondwater.
Bij het 'ontdekken' van grote bodemverontreinigingsgevallen zoals 'Lekkerkerk' en 'Coupépolder' zijn door VROM in de jaren 1980 referentiewaarden opgesteld, bekend als de ABC-waarden. Daar in andere landen nog niet zulke referentiewaarden waren vastgesteld, hebben sommige landen de Nederlandse ABC-lijst overgenomen. In Duitsland waren de ABC-waarden bekend als die Hollandliste en in Engelssprekende landen als Dutch Standards.
In 1994 zijn de ABC-waarden vervangen door de S&I-waarden, waarbij in de praktijk nog een 'Tussenwaarde' in gebruik is, met T = (S+I)/2, als equivalent voor de vroegere B-waarde.
De waarden in onderstaand overzicht zijn niet meer actueel. Sinds 2008 zijn de streefwaarden voor grondwater en de interventiewaarden voor grond en grondwater opgenomen in de Circulaire bodemsanering 2013, bijlage 1. De streefwaarden voor grond zijn vervangen door de Achtergrondwaarden. Deze zijn opgenomen in bijlage B van de Regeling bodemkwaliteit.

## Overzicht

### Imetalen
| Parameter      | grond (mg/kg droge stof) | grond (mg/kg droge stof) | grondwater (µg/l) | grondwater (µg/l) |
|                | streefwaarde             | interventiewaarde        | streefwaarde      | interventiewaarde |
| -------------- | ------------------------ | ------------------------ | ----------------- | ----------------- |
| cadmium (Cd)   | 0,8                      | 12                       | 0,4               | 6                 |
| chroom (Cr)    | 100,0                    | 380                      | 1                 | 30                |
| koper (Cu)     | 36,0                     | 190                      | 15                | 75                |
| nikkel (Ni)    | 35,0                     | 210                      | 15                | 75                |
| lood (Pb)      | 85,0                     | 530                      | 15                | 75                |
| zink (Zn)      | 140                      | 720                      | 65                | 800               |
| kwik (Hg)      | 0,3                      | 36,0                     | 0,05              | 0,3               |
| arseen (As)    | 29,0                     | 55,0                     | 10                | 60                |
| barium (Ba)    | 160                      | 625                      | 50                | 625               |
| kobalt (Co)    | 9,0                      | 240                      | 20                | 100               |
| molybdeen (Mo) | 3,0                      | 200                      | 5                 | 300               |
| antimoon (Sb)  | 3,0                      | 15                       | 0,15              | 10                |
| beryllium (Be) | 1,1                      | 30                       | 0,05              | 15                |
| zilver (Ag)    | -                        | 15                       | -                 | 40                |
| seleen (Se)    | 0,7                      | 100                      | 0,07              | 160               |
| telluur (Te)   | -                        | 600                      | -                 | 70                |
| thallium (Th)  | 1,0                      | 15                       | 2                 | 7                 |
| tin (Sn)       | -                        | 900                      | 2,2               | 50                |
| vanadium (V)   | 42,0                     | 250                      | 1,2               | 70                |
|                |                          |                          |                   |                   |

### IIanorganische verbindingen
| Parameter                   | grond (mg/kg droge stof) | grond (mg/kg droge stof) | grondwater (µg/l) | grondwater (µg/l) |
|                             | streefwaarde             | interventiewaarde        | streefwaarde      | interventiewaarde |
| --------------------------- | ------------------------ | ------------------------ | ----------------- | ----------------- |
| cyaniden - vrij             | 1                        | 20                       | 5                 | 1500              |
| cyaniden - complex (pH < 5) | 5                        | 650                      | 10                | 1500              |
| cyaniden - complex (pH ≥ 5) | 5                        | 50                       | 10                | 1500              |
| thiocyaniden                | 1                        | 20                       | -                 | 1500              |
| bromide                     | 20                       | -                        | 300               | -                 |
| chloride                    | -                        | -                        | 100000            | -                 |
| fluoride                    | 500                      | -                        | 500               | -                 |
|                             |                          |                          |                   |                   |

### III (vluchtige)aromatische verbindingen
| Parameter              | grond (mg/kg droge stof) | grond (mg/kg droge stof) | grondwater (µg/l) | grondwater (µg/l) |
|                        | streefwaarde             | interventiewaarde        | streefwaarde      | interventiewaarde |
| ---------------------- | ------------------------ | ------------------------ | ----------------- | ----------------- |
| benzeen                | 0,01                     | 1                        | 0,20              | 30                |
| tolueen                | 0,01                     | 130                      | 7,00              | 1000              |
| ethylbenzeen           | 0,03                     | 50                       | 4,00              | 150               |
| xyleen                 | 0,1                      | 25                       | 0,20              | 70                |
| fenol                  | 0,05                     | 40                       | 0,2               | 2000              |
| cresol                 | 0,05                     | 5                        | 0,2               | 200               |
| catechol               | 0,05                     | 20                       | 0,2               | 1250              |
| resorcinol             | 0,05                     | 10                       | 0,2               | 600               |
| hydrochinon            | 0,05                     | 10                       | 0,2               | 800               |
| dodecylbenzeen         | -                        | 1000                     | -                 | 0,02              |
| styreen (vinylbenzeen) | 0,3                      | 100                      | 6                 | 300               |

### IVpolycyclische aromatische koolwaterstoffen(PAKs)
| Parameter                                                   | grond (mg/kg droge stof) | grond (mg/kg droge stof) | grondwater (µg/l) | grondwater (µg/l) |
|                                                             | streefwaarde             | interventiewaarde        | streefwaarde      | interventiewaarde |
| ----------------------------------------------------------- | ------------------------ | ------------------------ | ----------------- | ----------------- |
| PAK (totale hoeveelheid van in deze tabel genoemde stoffen) | 1                        | 40                       | -                 | -                 |
| naftaleen                                                   | -                        | -                        | 0,01              | 70                |
| fenantreen                                                  | -                        | -                        | 0,003             | 5                 |
| antraceen                                                   | -                        | -                        | 0,0007            | 5                 |
| fluoranteen                                                 | -                        | -                        | 0,003             | 1                 |
| benzo(a)antraceen                                           | -                        | -                        | 0,0001            | 0,5               |
| chryseen                                                    | -                        | -                        | 0,003             | 0,2               |
| benzo(k)fluoranteen                                         | -                        | -                        | 0,0004            | 0,05              |
| benzo(a)pyreen                                              | -                        | -                        | 0,0005            | 0,05              |
| benzo(ghi)peryleen                                          | -                        | -                        | 0,0003            | 0,05              |
| indeen(1,2,3-cd)pyreen                                      | -                        | -                        | 0,0004            | 0,05              |

### Vgechloreerde koolwaterstoffen
| Parameter                                            | grond (mg/kg droge stof) | grond (mg/kg droge stof) | grondwater (µg/l) | grondwater (µg/l) |
|                                                      | streefwaarde             | interventiewaarde        | streefwaarde      | interventiewaarde |
| ---------------------------------------------------- | ------------------------ | ------------------------ | ----------------- | ----------------- |
| dichloormethaan                                      | 0,4                      | 10                       | 0,01              | 1000              |
| chloroform                                           | 0,02                     | 10                       | 6                 | 400               |
| tetrachloormethaan                                   | 0,4                      | 1                        | 0,01              | 10                |
| trichloorethyleen                                    | 0,1                      | 60                       | 24                | 500               |
| tetrachlooretheen                                    | 0,002                    | 4                        | 0,01              | 40                |
| 1,1-dichloorethaan                                   | 0,02                     | 15                       | 7                 | 900               |
| 1,2-dichloorethaan                                   | 0,02                     | 4                        | 7                 | 400               |
| 1,2-dichlooretheen (cis. trans) *                    | 0,2                      | 1                        | 0,01              | 20                |
| 1,1-dichlooretheen                                   | 0,1                      | 0,3                      | 0,01              | 10                |
| vinylchloride                                        | 0,01                     | 0,1                      | 0,01              | 5                 |
| 1,1,1-trichloorethaan                                | 0,07                     | 15                       | 0,01              | 300               |
| 1,1,2-trichloorethaan                                | 0,4                      | 10                       | 0,01              | 130               |
| chloorbenzenen (som)                                 | 0,03                     | 30                       | -                 | -                 |
| monochloorbenzeen                                    | -                        | -                        | 7                 | 180               |
| dichloorbenzeen (som)                                | -                        | -                        | 3                 | 50                |
| trichloorbenzeen (som)                               | -                        | -                        | 0,01              | 10                |
| tetrachloorbenzeen (som)                             | -                        | -                        | 0,01              | 2,5               |
| pentachloorbenzeen                                   | -                        | -                        | 0,003             | 1                 |
| hexachloorbenzeen                                    | -                        | -                        | 0,00009           | 0,5               |
| chloorfenolen (som)                                  | 0,01                     | 10                       | -                 | -                 |
| monochloorfenol (som)                                | -                        | -                        | 0,3               | 100               |
| dichloorfenol (som)                                  | -                        | -                        | 0,2               | 30                |
| trichloorfenol (som)                                 | -                        | -                        | 0,03              | 10                |
| 2,3,4,5-, 2,3,4,6- en 2,3,5,6-tetrachloorfenol (som) | 0,01                     | 10                       |                   |                   |
| pentachloorfenol                                     | -                        | -                        | 0,04              | 3                 |
| 1- en 2-chloornaftaleen                              | -                        | -                        | -                 | 6                 |
| polychloorbifenylen (som)                            | 0,02                     | 1                        | 0,01              | 0,01              |
| EOX                                                  | 0,3                      | -                        | -                 | -                 |
| dioxine                                              | -                        | 0,001                    | -                 | 0,001ng/l         |
| monochlooraniline                                    | 0,005                    | 50                       | -                 | 30                |
| dichlooraniline                                      | 0,005                    | 50                       | -                 | 100               |
| trichlooraniline                                     | -                        | 10                       | -                 | 10                |
| tetrachlooraniline                                   | -                        | 30                       | -                 | 10                |
| pentachlooraniline                                   | -                        | 10                       | -                 | 1                 |
| 4-chloormethylfenolen                                | -                        | 15                       | -                 | 350               |
| 1,1-, 1,2- en 1,3-dichloorpropaan                    | 0,002                    | 2                        | 0,8               | 80                |

### VIinsecticiden
| Parameter                        | grond (mg/kg droge stof) | grond (mg/kg droge stof) | grondwater (µg/l tenzij een andere eenheid wordt genoemd) | grondwater (µg/l tenzij een andere eenheid wordt genoemd) |
|                                  | streefwaarde             | interventiewaarde        | streefwaarde                                              | interventiewaarde                                         |
| -------------------------------- | ------------------------ | ------------------------ | --------------------------------------------------------- | --------------------------------------------------------- |
| DDT/DDD/DDE                      | 0,01                     | 1                        | 0,004 ng/l                                                | 0,01                                                      |
| drins                            | 0,005                    | 4,0                      | -                                                         | 0,1                                                       |
| aldrin                           | 0,00006                  | -                        | 0,009 ng/l                                                | -                                                         |
| dieldrin                         | 0,0005                   | -                        | 0,1 ng/l                                                  | -                                                         |
| endrin                           | 0,00004                  | -                        | 0,04 ng/l                                                 | -                                                         |
| HCH-verbindingen                 | -                        | 2                        | 0,05                                                      | 1                                                         |
| α-HCH                            | 0,003                    | -                        | 33 ng/l                                                   | -                                                         |
| β-HCH                            | 0,009                    | -                        | 8 ng/l                                                    | -                                                         |
| γ-HCH                            | 0,00005                  | -                        | 9 ng/l                                                    | -                                                         |
| carbaryl                         | -                        | 5                        | 2 ng/l                                                    | 50                                                        |
| carbofuran                       | -                        | 2                        | 9 ng/l                                                    | 100                                                       |
| maneb                            | -                        | 35                       | 0,05 ng/l                                                 | 0,1                                                       |
| atrazine                         | 0,0002                   | 6                        | 29 ng/l                                                   | 150                                                       |
| chlordaan                        | -                        | 4                        | 0,02 ng/l                                                 | 0,2                                                       |
| heptachloor                      | -                        | 4                        | 0,005 ng/l                                                | 0,3                                                       |
| heptachloorepoxide               | -                        | 4                        | 0,005 ng/l                                                | 3                                                         |
| endosulfan                       | -                        | 4                        | 0,2 ng/l                                                  | 5                                                         |
| organische tinverbindingen (som) | -                        | 2,5                      | 0,05-16 ng/l                                              | 0,7                                                       |
| azinfos-methyl                   | 0,000005                 | 2                        | 0,1 ng/l                                                  | 2                                                         |
| MCPA                             | -                        | -                        | 0,02                                                      | 50                                                        |

### VII overige verontreinigende stoffen
| Parameter                            | grond (mg/kg droge stof) | grond (mg/kg droge stof) | grondwater (µg/l) | grondwater (µg/l) |
| Parameter                            | streefwaarde             | interventiewaarde        | streefwaarde      | interventiewaarde |
| ------------------------------------ | ------------------------ | ------------------------ | ----------------- | ----------------- |
| cyclohexanon                         | 0,1                      | 45                       | 0,5               | 15000             |
| ftalaten (som)                       | 0,1                      | 60                       | 0,5               | 5                 |
| minerale olie                        | 50                       | 5000                     | 50                | 600               |
| pyridine                             | 0,1                      | 0,5                      | 0,5               | 30                |
| tetrahydrofuraan                     | 0,1                      | 2                        | 0,5               | 300               |
| tetrahydrothiofeen                   | 0,1                      | 90                       | 0,5               | 5000              |
| mono-ethyleenglycol                  | -                        | 100                      | -                 | 5500              |
| di-ethyleenglycol                    | -                        | 270                      | -                 | 13000             |
| acrylonitril                         | 0,000007                 | 0,1                      | 0,08              | 5                 |
| formaldehyde                         | -                        | 0,1                      | -                 | 50                |
| methanol                             | -                        | 30                       | -                 | 24000             |
| butanol                              | -                        | 30                       | -                 | 5600              |
| n-butylacetaat                       | -                        | 200                      | -                 | 6300              |
| Methyl-tert-butylether (MTBE)        | -                        | 100                      | -                 | 9200              |
| methyl-ethyl-keton (MEK, of butanon) | -                        | 35                       | -                 | 6000              |
| tribroommethaan (Bromoform)          | -                        | 75                       | -                 | 630               |
| ethylacetaat                         | -                        | 75                       | -                 | 15000             |
| isopropanol                          | -                        | 220                      | -                 | 31000             |